# Campeonato Mundial de Atletismo de 2007 - Lançamento de dardo masculino
O lançamento de dardo masculino no Campeonato Mundial de Atletismo de 2007 foi realizada no Estádio Nagai, em Osaka, no Japão, entre os dias 31 de agosto a 2 de setembro de 2007.

## Recordes
Antes desta competição, os recordes mundiais e do campeonato nesta prova eram os seguintes:
| Tipo                  | Atleta      | Distância | Local    | Data                 |
| --------------------- | ----------- | --------- | -------- | -------------------- |
|                       | Jan Zelezný | 98.48     | Jena     | 25 de maio de 1996   |
| Recorde do campeonato | Jan Zelezný | 92.80     | Edmonton | 12 de agosto de 2001 |

## Medalhistas
| Ouro                 | Prata                     | Bronze             |
| Tero Pitkämäki (FIN) | Andreas Thorkildsen (NOR) | Breaux Greer (USA) |

## Calendário
Todos os horários estão no horário local (UTC+9)
| Data          | Horário | Fase         |
| ------------- | ------- | ------------ |
| 31 de agosto  | 09:30   | Qualificação |
| 2 de setembro | 19:15   | Final        |

## Resultados

### Qualificação
Qualificação: 82,00 m (Q) ou as 12 melhores performances (q).
Grupo A
| Pos. | Atleta              | Nacionalidade  | 1     | 2     | 3     | Marca | Notas                |
| ---- | ------------------- | -------------- | ----- | ----- | ----- | ----- | -------------------- |
| 1    | Breaux Greer        | Estados Unidos | 64.49 | 79.67 | 86.78 | 86.78 | Q                    |
| 2    | Tero Järvenpää      | Finlândia      | 84.35 |       |       | 84.35 | Q,                   |
| 3    | Magnus Arvidsson    | Suécia         | 84.17 |       |       | 84.17 | Q                    |
| 4    | Andreas Thorkildsen | Noruega        | X     | 82.33 |       | 82.33 | Q                    |
| 5    | Teemu Wirkkala      | Finlândia      | 75.52 | X     | 79.82 | 79.82 | q                    |
| 6    | Ēriks Rags          | Letônia        | X     | X     | 79.79 | 79.79 | q                    |
| 7    | Gerhardus Pienaar   | África do Sul  | 76.09 | 79.30 | 78.05 | 79.30 |                      |
| 8    | Igor Sukhomlinov    | Rússia         | 79.05 | 74.83 | X     | 79.05 |                      |
| 9    | Joshua Robinson     | Austrália      | 75.11 | 76.93 | 78.48 | 78.48 |                      |
| 10   | Sergey Makarov      | Rússia         | 78.22 | 77.71 | 74.42 | 78.22 |                      |
| 11   | Stuart Farquhar     | Nova Zelândia  | 71.89 | 78.08 | 73.34 | 78.08 | Recorde da temporada |
| 12   | Pablo Pietrobelli   | Argentina      | 72.36 | 74.81 | 74.60 | 74.81 |                      |
| 13   | Stephan Steding     | Alemanha       | 67.32 | X     | 74.61 | 74.61 |                      |
| 14   | Miroslav Guzdek     | Chéquia        | 74.13 | 72.41 | 69.43 | 74.13 |                      |
| 15   | Stefan Müller       | Suíça          | X     | 71.48 | X     | 71.48 |                      |
| 16   | Marko Jänes         | Estónia        | X     | 68.64 | 69.65 | 69.65 |                      |
| 17   | Csongor Olteán      | Hungria        | X     | 64.44 | X     | 64.44 |                      |

Grupo B
| Pos. | Atleta                 | Nacionalidade  | 1     | 2     | 3     | Marca | Notas                |
| ---- | ---------------------- | -------------- | ----- | ----- | ----- | ----- | -------------------- |
| 1    | Vadims Vasilevskis     | Letônia        | X     | 72.80 | 87.37 | 87.37 | Q                    |
| 2    | Guillermo Martínez     | Cuba           | 82.99 |       |       | 82.99 | Q                    |
| 3    | Aleksandr Ivanov       | Rússia         | X     | 79.66 | 82.42 | 82.42 | Q                    |
| 4    | John Robert Oosthuizen | África do Sul  | X     | 82.06 |       | 82.06 | Q                    |
| 5    | Igor Janik             | Polónia        | 80.83 | 77.61 | -     | 80.83 | q                    |
| 6    | Tero Pitkämäki         | Finlândia      | 80.62 | 78.54 | X     | 80.62 | q                    |
| 7    | Peter Esenwein         | Alemanha       | 73.74 | 70.89 | 79.62 | 79.62 |                      |
| 8    | Ainārs Kovals          | Letônia        | X     | 77.18 | 79.42 | 79.42 |                      |
| 9    | Qin Qiang              | China          | 77.71 | 74.96 | 74.95 | 77.71 |                      |
| 10   | Yukifumi Murakami      | Japão          | 70.23 | 77.63 | 75.73 | 77.63 | Recorde da temporada |
| 11   | Jarrod Bannister       | Austrália      | 77.57 | X     | 77.44 | 77.57 |                      |
| 12   | Scott Russell          | Canadá         | 73.67 | 75.35 | 77.54 | 77.54 |                      |
| 13   | Andrus Värnik          | Estónia        | X     | 75.96 | X     | 75.96 | Recorde da temporada |
| 14   | Alexon Maximiano       | Brasil         | 68.89 | 70.57 | 75.15 | 75.15 |                      |
| 15   | Víctor Fatecha         | Paraguai       | 71.59 | 73.55 | 70.01 | 73.55 |                      |
| 16   | Eric Brown             | Estados Unidos | 70.38 | X     | 73.07 | 73.07 |                      |
| 17   | Felix Loretz           | Suíça          | 71.27 | 70.57 | 67.79 | 71.27 |                      |
| 18   | Gabriel Wallin         | Suécia         | X     | X     | 70.61 | 70.61 |                      |

### Final
A final ocorreu dia 2 de setembro às 19:15.
| Pos.              | Atleta                 | Nacionalidade  | 1     | 2     | 3     | 4     | 5     | 6     | Marca | Notas           |
| ----------------- | ---------------------- | -------------- | ----- | ----- | ----- | ----- | ----- | ----- | ----- | --------------- |
| Medalha de ouro   | Tero Pitkämäki         | Finlândia      | 81.62 | 89.16 | 83.64 | 87.72 | X     | 90.33 | 90.33 |                 |
| Medalha de prata  | Andreas Thorkildsen    | Noruega        | 82.78 | 88.61 | X     | 82.80 | X     | 87.33 | 88.61 |                 |
| Medalha de bronze | Breaux Greer           | Estados Unidos | X     | 80.67 | 84.31 | X     | 86.21 | 83.81 | 86.21 |                 |
| 4                 | Vadims Vasilevskis     | Letônia        | X     | 85.19 | X     | 77.42 | X     | X     | 85.19 |                 |
| 5                 | Aleksandr Ivanov       | Rússia         | 85.18 | 84.71 | 81.42 | 84.91 | 81.55 | X     | 85.18 |                 |
| 6                 | John Robert Oosthuizen | África do Sul  | 84.52 | 79.77 | X     | 79.18 | X     | X     | 84.52 | Recorde pessoal |
| 7                 | Igor Janik             | Polónia        | 79.82 | X     | 83.38 | X     | —     | X     | 83.38 | Recorde pessoal |
| 8                 | Tero Järvenpää         | Finlândia      | 80.30 | 79.40 | 82.10 | X     | 77.30 | 75.40 | 82.10 |                 |
|                   |                        |                |       |       |       |       |       |       |       |                 |
| 9                 | Guillermo Martínez     | Cuba           | 82.03 | 81.19 | X     |       |       |       | 82.03 |                 |
| 10                | Magnus Arvidsson       | Suécia         | 79.80 | X     | 81.98 |       |       |       | 81.98 |                 |
| 11                | Ēriks Rags             | Letônia        | X     | 77.22 | 80.01 |       |       |       | 80.01 |                 |
| 12                | Teemu Wirkkala         | Finlândia      | 78.01 | X     | 76.48 |       |       |       | 78.01 |                 |

Legenda
| Recorde mundial       | Recorde mundial (World record)               |                       | Recorde africano                      | Recorde africano (African) |                                           | Q | Classificado por posição (Qualified) |
| Recorde do campeonato | Recorde do campeonato (Championship record)  | Recorde da América    | Recorde da América (Americas)         | q                          | Classificado por melhor tempo (Qualified) |   |                                      |
| Melhor marca do ano   | Melhor marca do ano (World leading)          | Recorde asiático      | Recorde asiático (Asian)              | DNS                        | Não largou (Did not start)                |   |                                      |
| Recorde nacional      | Recorde nacional (National record)           | Recorde europeu       | Recorde europeu (European)            | DNF                        | Não terminou (Did not finish)             |   |                                      |
| Recorde pessoal       | Recorde pessoal do atleta (Personal best)    | Recorde da Oceania    | Recorde da Oceania (Oceania)          | DSQ / DQ                   | Desclassificado (Disqualified)            |   |                                      |
| Recorde da temporada  | Recorde da temporada do atleta (Season best) | Recorde sul-americano | Recorde sul-americano (South America) | NM                         | Sem marca (No mark)                       |   |                                      |